# Българско училище „Св. св. Кирил и Методий“ (Антверпен)
БУ „Св. св. Кирил и Методий“ е училище на българската общност в Схотен, Белгия. Директор на училището е Стоянка Георгиева.

## История
Училището се създава през 2009 г., като проект на Българо-белгийска културно-просветна асоциация BU BEL FRIENDS. През учебната 2009/2010 година, завършилите училището са 15.

## Обучение
Водят се занятия по роден език и култура с 2 групи деца на възраст от 6 до 16 години.